# Август 2023 года

Список событий августа 2023 года.

## События
- 1 августа
  - В Москве беспилотник второй раз за два дня врезался в башню Москва-Сити «IQ-квартал»[1].
  - В Бразилии в возрасте 127 лет скончался самый старый человек в мире по имени Хосе Паулино Гомес[2].
  - Немецкие палеонтологи обнаружили в Нижней Саксонии окаменевшие останки древнего паука. Возраст слоев, где находилось тело, оценивается в 310—315 миллионов лет. Это первый палеозойский паук, найденный на территории Германии[3].
  - На побережье итальянского города Чивитавеккья, в 80 километрах от столицы страны, археологи обнаружили место крушения древнеримского корабля, пролежавшего под водой более 2000 лет[4].
  - Италия и Франция организуют эвакуационные рейсы из Нигера для своих граждан на фоне произошедшего в этой стране переворота[5].
  - Не менее 11 человек погибли и ещё 27 пропали без вести из-за наводнения в Пекине, свыше 50 000 человек эвакуируют из зоны бедствия[6].
- 2 августа
  - Американская компания Voyager Space и европейская Airbus заключили соглашение о создании совместного предприятия для разработки, строительства и эксплуатации частной орбитальной станции Starlab к 2028 году[7].
  - Китай ввёл ограничение на использование детьми мобильных устройств: несовершеннолетним будет запрещён доступ в сеть с 22-00 до 6-00, а дневное время пользования мобильным устройством составит 2 часа; пока не ясно, как власти намерены контролировать реализацию данного решения[8].
  - В Канаде обнаружены окаменелости Burgessomedusa phasmiformis[англ.] — старейших на планете представителей подтипа стрекающих Medusozoa, возрастом более 500 млн лет[9].
- 3 августа
  - Китайская ракета-носитель «Чанчжэн-4C» успешно вывела на околоземную орбиту метеорологический спутник «Фэнъюнь-3F». Трансляцию запуска и вывода спутника 3 августа проводило Китайское метеорологическое управление, «Фэнъюнь-3F» придёт на замену спутнику «Фэнъюнь-3C», который на данный момент используется уже более 10 лет[10].
  - Оползень в 2 млн м3 земли полностью уничтожил грузинский курорт Шови[11][12].
  - Комедия «Барби» собрала более 1 миллиарда долларов в прокате и стала самым кассовым в истории фильмом, снятым женщиной-режиссёром[13].
- 4 августа
  - Атака беспилотных надводных дронов в Чёрном море на большой десантный корабль «Оленегорский горняк» и противодиверсионный катер «Суворовец». «Оленегорский горняк» получил повреждения и отбуксирован в порт Новороссийска[14].
  - NASA объявило состав экипажа 8-й миссии корабля Crew Dragon к МКС — астронавты NASA командир экипажа Мэттью Доминик, пилот Майкл Барратт и специалист миссии Дженетт Эппс, а также космонавт «Роскосмоса» специалист миссии Александр Гребёнкин; полёт запланирован на начало 2024 года[15].
  - Адриен Вон, президент Bloomsbury US (американского филиала британского издательства Bloomsbury Publishing) погибла в результа крушения катера у Амальфитанского побережья (Италия)[16].
- 5 августа
  - Российский нефтеналивной танкер Сиг (находился под санкциями) был атакован беспилотным надводным дроном близ Керчи и получил пробоину, из-за чего было затоплено машинное отделение и выведены из строя двигатели[17].
  - В Минске официально открылись Игры стран СНГ 2023[18].
- 6 августа
  - Не менее 30 человек погибли и более 80 получили ранения в результате схода с рельсов вагонов поезда Hazara Express в пакистанской провинции Синд[19].
  - С острова Сардиния из-за природных пожаров, охвативших северо-восточные и южные оконечности острова, эвакуировали 600 человек[20].
- 7 августа
  - 13-летний житель Великобритании обнаружил зуб мегалодона на пляже города Уолтон-на-Нейзе, графство Эссекс, во время прогулки с отцом. Находку отнесли в Фонд дикой природы Эссекса, где был определён её возраст — около 10 миллионов лет[21].
  - Одна из крупнейших транспортных компаний США Yellow Corporation[англ.] подала заявление о банкротстве; в ней работало около 30 тыс. человек[22].
- 8 августа
  - Землетрясение магнитудой 5,6 произошло в Танзании в 124 километрах от столицы Додомы[23].
  - Учёные из Ливерморской национальной лаборатории имени Лоуренса сообщили, что второй раз в истории добились чистого прироста энергии в реакции термоядерного синтеза и смогли получить её более высокий выход[24].
  - В Великобритании укус бездомной кошки заразил мужчину неизвестной ранее инфекцией, соответствующее исследование учёных из Кембриджского университета опубликовано в журнале Emerging Infectious Diseases[25].
  - Лодки с мигрантами потерпели крушение у итальянского острова Лампедуза, около 40 человек погибли[26][27].
- 9 августа
  - На Гавайях из-за продолжающегося второй день природного пожара пришлось эвакуировать людей, пламя достигло жилых домов в нескольких городах; ситуация осложняется сильным ветром, раздувающим пламя[28].
  - В пещере Грот-дю-Ренн (Оленья пещера) в Арси-сюр-Кюр (Йонна, Франция) на одном шательперонском уровне с неандертальцами палеоантропологи нашли подвздошную кость младенца, который принадлежал к виду человек разумный, сосуществовавшему с неандертальцами 45 тыс. лет назад[29].
  - Взрыв на территории Загорского оптико-механического завода в Сергиевом Посаде, 80 пострадавших, погибла одна женщина, 8 человек пропали без вести. Из-за взрывной волны повреждены 38 многоквартирных домов[30].
  - Журнал New Scientist: всё больше доказательств, что материал LK-99 не является сверхпроводником[31].
- 10 августа
  - Китайская компания CellX запустила в Шанхае пилотное производство искусственного мяса для ресторанов[32].
  - В Эквадоре застрелили при задержании мужчину, подозреваемого в убийстве кандидата в президенты Эквадора Фернандо Вильявисенсьо[33].
  - Жертвами природных пожаров, бушующих на Гавайях, стали по меньшей мере 36 человек, более 270 человек пострадали, сгорели многие населенные пункты, в том числе популярный среди туристов город Лахайна[34].
  - Космоплан VSS Unity компании Virgin Galactic совершил второй коммерческий суборбитальный полёт (миссия Galactic 02[англ.]). Экипаж: командир Фредерик «Си Джей» Стеркоу, Келли Латимер и Бет Мозес. Пассажиры: 3 человека[35][36].
- 11 августа
  - Учёные обнаружили и описали новый вид акул, которые обитают в водах северо-восточного побережья Австралии. Они получили название Heterodontus marshallae[37].
  - Палеонтологи описали ранее неизвестный вид древних китов, окаменелости которого обнаружили на территории Египта[38].
  - С космодрома Восточный состоялся запуск автоматической межпланетной станции «Луна-25», первый запуск к Луне в современной истории России[39].
  - Физики из Фермилаб представили новые результаты эксперимента Muon g-2 по измерению g-Фактора аномального магнитного момента мюона, которые противоречат предсказаниям Стандартной модели со статистической значимостью в 5,0σ[40][41][42].
- 13 августа
  - В Антарктиде обнаружен новый вид беспозвоночных, который ранее никогда не был описан. Морская лилия обладает 20 руками и телом, напоминающим по форме клубнику. Она получила латинское название Promachocrinus fragarius[43].
  - В мечети Шах-Черах в иранском городе Шираз произошёл теракт, погибли по меньшей мере 4 человека[44].
  - В Италии началось извержение вулкана Этна[45].
- 14 августа
  - Остатки древнего поселения возрастом до 8000 лет обнаружили швейцарские и албанские археологи в Охридском озере, самом глубоком и древнем на Балканах[46].
  - Учёные Китая и США обнаружили, что вызванный увеличением концентрации углекислого газа рост скорости фотосинтеза во всём мире резко замедлился[47].
  - Взрыв на АЗС в Махачкале: 36 погибших, 119 пострадавших[48].
  - В штате Монтана, США, по жалобе активистов отменён местный закон, который не позволял государственным чиновникам учитывать воздействие энергетических проектов на климат[49].
  - Дональду Трампу предъявили обвинение по ряду пунктов, включая коррупцию и рэкет по закону против мафии[50][51].
- 15 августа
  - Температура воздуха в Турции впервые в истории страны поднялась до 49,5 °[52].
  - Инфляция в Аргентине за 7 месяцев 2023 года превысила 60 %, такой рост инфляции наблюдается впервые в истории этой страны[53].
  - Спорт
    - Начался чемпионат Европы по волейболу среди женщин 2023, который будет проходить до 3 сентября. Турнир принимают Италия, Германия, Эстония и Бельгия, финал будет сыгран в Брюсселе. В турнире участвуют 24 сборные[54].
- 16 августа
  - Землетрясение силой 6,5 балла произошло около Вануату[55].
  - Учёные из Университета штата Пенсильвания заявили о создании стекла LionGlass, которое прочнее обычного в 10 раз[56].
  - Пациенту, завещавшему тело науке, провели ксенотрансплантацию почек. Через месяц пребывания в организме человека пересаженные почки от генетически модифицированной свиньи успешно прижились и функционируют нормально[57][58]
  - Ученые восстановили прижизненный облик Ледяного человек Этци, исследовав его геном. Он оказался лысым и с более тёмной кожей, чем считалось ранее[59][60].
  - Спорт
    - Суперкубок УЕФА 2023: «Манчестер Сити» обыграл «Севилью» в серии пенальти, решающий промах допустил сербский полузащитник «Севильи» Неманя Гудель[61].
    - Чемпионат мира по стрельбе 2023: официальное открытие в Баку[62][63].
- 17 августа
  - В качестве «предостережения Израилю» боевики ХАМАС в секторе Газы осуществили запуск 50 ракет в сторону моря; арабская сторона сообщила, что таким образом ХАМАС протестует против ухудшения условий содержания палестинских заключенных в тюрьмах Израиля[64].
  - Во Франкфурте затопило аэропорт из-за сильных дождей; вода скопилась на взлётно-посадочной полосе, было отменено свыше 70 рейсов[65].
  - Объявлена эвакуация из города Йеллоунайф (столица Северо-Западных территорий, Канада) из-за приближающихся лесных пожаров. Население города составляет около 20 тыс. человек[66].
  - В результате падения частного самолёта на шоссе к северу от Куала-Лумпура (Малайзия) погибло по крайней мере 10 человек[67].
  - В ходе рейда по борьбе с отмыванием денег в Сингапуре были арестованы 10 иностранцев и конфискованы активы на 1 млрд сингапурских долларов ($735 млн); ещё 8 человек объявлены в розыск[68].
  - Крупнейшая оборонная компания Великобритании BAE Systems объявила о покупке американской компании Ball Aerospace & Technologies. Эта сделка стала крупнейшей в истории компании BAE Systems, её сумма оценивается в 5,55 млрд долларов[69].
  - Во время аварии на шахте в Казахстане пропали пятеро горняков, позже обнаружены их тела[70].
  - В Судане обнаружены 30 ранее неизвестных массовых захоронений, содержащих около 1000 тел убитых в ходе битвы при Эль-Генейне[англ.][71].
  - Всемирная организация здравоохранения открыла свой первый саммит, посвященный традиционной медицине[72].
- 18 августа
  - Новый вариант коронавируса BA.2.86, отличающийся большим числом мутаций, был впервые обнаружен в Великобритании[73].
  - В Канаде началась эвакуация жителей города Йеллоунайф на северо-западе страны из-за приближения крупнейшего в истории лесного пожара; по последним данным, огонь находится на расстоянии 15 километров от города[74].
  - Индийские метеорологи сообщили, что нынешний август в стране может стать самым засушливым с начала наблюдений в 1901 году[75].
  - Учёные обнаружили, что морские бактерии из рода Iodidimonas[англ.] имеют общего предка с митохондриями, они ближайшие  ныне живущие родственники древнего эндосимбионта захваченного в ходе симбиогенеза 1,6—1,8 млрд лет назад[76].
- 19 августа
  - Ракетный удар по Чернигову убил семерых и ранил сто двадцать девять человек. В городе объявлен трёхдневный траур.
  - Получены первые результаты с автоматической межпланетной станции «Луна-25» во время её полета к Луне[77] о том, что она не смогла выйти на предпосадочную орбиту из-за нештатной ситуации[78] и разбилась[79].
  - Лесной пожар на испанском острове Тенерифе охватил площадь 5000 гектаров, возгорание уже признано одним из крупнейших за последние 40 лет[80][81].
  - Китай проводит учения возле Тайваня как ответный шаг на поездку политика Уильяма Лая в США[82].
  - Президент Танзании 63-летняя Самия Сулуху возглавит Орган по политике, обороне и сотрудничеству в области безопасности Сообщества развития Юга Африки в следующем году[83].
  - Сбой в Твиттер сделал недоступными большинство фото и ссылок, которые были опубликованы пользователями до декабря 2014 года[84][85].
  - Спорт
    - В Будапеште начался чемпионат мира по лёгкой атлетике 2023. В первый день сборная США установила новый мировой рекорд в смешанной эстафете 4×400 метров — 3:08,80[86].
- 20 августа
  - Роскосмос подтвердил крушение автоматической межпланетной станции «Луна-25»[87].
  - Китайская компания запустила спутник «WonderJourney-1A». По утверждению производителя, его «мозгом» является платформа искусственного интеллекта, что повышает автономность аппарата[88].
  - В теракте в Пакистане, провинция Хайбер-Пахтунхва, погибли 11 рабочих[89].
  - Нигерский кризис: Лидер хунты Абдурахман Тчиани обещает смену власти в течение трёх лет и предостерегает от вторжения[90].
  - Всеобщие выборы в Эквадоре (2023): Луиса Гонсалес и Даниэль Нобоа вышли во второй тур в борьбе за пост президента страны[91].
  - Второй тур всеобщих выборов в Гватемале: На должность президента страны претендовали Бернардо Аревало и Сандра Торрес[92], Аревало выиграл с 58 % голосов[93].
  - Луис Рубиалес, глава Королевской футбольной федерации Испании, перед телекамерами на праздновании победы на чемпионате мира поцеловал футболистку Дженнифер Эрмосо без её согласия, что вызвало скандал[94][95][96].
  - В Москве из-за сильного дождя во время экскурсии по коллекторам утонула группа диггеров из 8 человек[97][98][99].
- 21 августа
  - В Нидерландах произошла серия взрывов — они прозвучали в Гааге, Влардингене и Амстердаме. По сообщениям СМИ, никто не пострадал[100][101].
  - Учёные из Южнокорейского передового института науки и технологий (KAIST) разработали первого в мире гуманоидного робота-пилота, названного PIBOT[102]
  - Тропический шторм («Хиллари[англ.]») обрушился на Лос-Анджелес впервые за более чем 80 лет[103]
  - На Панамском канале уменьшены максимальный вес судов и количество ежедневных переходов ради экономии воды во время засухи[104]
  - Посадочный модуль индийской лунной миссии Чандраян-3 установил связь с орбитальным аппаратом предыдущей миссии Чандраян-2[105]
  - Human Rights Watch обвинила пограничников Саудовской Аравии в убийствах сотен эфиопов, которые пытались пересечь границу со стороны Йемена[106]
  - Медсестра Люси Летби, жительница Великобритании, приговорена к 14 пожизненным срокам за убийства младенцев, которым делала смертельные инъекции на работе в больнице[107]
  - Два человека погибли в результате наводнения в Чили, тысячи эвакуированы или остались без крова из-за сильных дождей. Президент Габриэль Борич призвал жителей в пострадавшем районе подчиняться распоряжениям об эвакуации[108].
- 22 августа
  - Турецкие власти приостановили движение судов через пролив Дарданеллы из-за лесных пожаров в прибрежных районах[109].
  - В Теннесси (США) родился единственный в мире сетчатый жираф без пятен[110].
  - Парламент Таиланда избрал Сеттху Тхависина новым премьер-министром страны после трёхмесячного политического кризиса[111].
  - В Йоханнесбурге (ЮАР) открылся очередной XV-й саммит БРИКС[112].
- 23 августа
  - Стало известно о спецоперации военной разведки Украины, в результате которой российский пилот перегнал вертолёт Ми-8[113].
  - Посадочный модуль индийской миссии «Чандраян-3» с луноходом «Прагъян» совершил мягкую посадку в области Южного полюса Луны — первую в истории человечества успешную посадку в полярном регионе спутника[114].
  - Два беспилотника взорвались над территориями Можайского района Московской области и города Химки, ещё один дрон, подавленный средствами радиоэлектронной борьбы, врезался в строящуюся башню One Tower в «Москва-Сити», в двух соседних с ней пятиэтажках было выбито несколько окон. Пострадавших нет[115].
  - Катастрофа Embraer Legacy 600 под Куженкином: в Тверской области рухнул самолёт, все десять человек, находившиеся на борту, погибли. На борту находились руководители ЧВК «Вагнер» Евгений Пригожин и Дмитрий Уткин[116][117].
  - В Босфоре из-за поломки судна приостановили судоходство в обоих направлениях[118].
  - В Суэцком канале столкнулись два танкера[119].
  - В индийском штате Мизорам обвалился строящийся железнодорожный мост, погибло по крайней мере 26 человек[120].
  - Пакистанская рупия опустилась до рекордно низкого уровня — 299,6 рупий за доллар США[121].
  - Всеобщие выборы в Зимбабве (2023): Эммерсон Мнангва, действующий президент страны, идёт на следующий срок; его основной соперник — Нельсон Чамиза. Приходят сообщения о задержках голосования, плохой организации выборов и опасениях фальсификаций[122][123].
- 24 августа
  - XV саммит БРИКС: Аргентина, Иран, Саудовская Аравия, Египет, Эфиопия и ОАЭ приглашены к вступлению в БРИКС с 1 января 2024 года[124][125].
  - КНДР заявила о второй неудачной попытке вывода спутника-шпиона на орбиту[126].
  - Япония начала сброс в море очищенной воды с закрытой после аварии АЭС «Фукусима-1». Китай в ответ запретил ввоз всех японских морепродуктов[127][128].
  - Компания NVIDIA, производитель чипов для искусственного интеллекта, отчиталась о росте квартальной выручки более чем вдвое по сравнению с прошлым годом, до $13,5 млрд долларов[129][130].
  - Южнокорейский Naver выпустил HyperClova X — свой аналог чат-бота ChatGPT[131].
  - Луноход «Прагъян» индийской миссии «Чандраян-3» покинул космический корабль и отправился в первый путь по поверхности спутника[132].
  - Всеобщие выборы в Зимбабве (2023): из-за срыва в предыдущий день голосование продолжено[133].
  - Министерство юстиции США обвинило SpaceX в том, что компания не брала на работу беженцев и просителей убежища и таким образом дискриминировала их[134].
  - Бывший полицейский застрелил троих и ранил шестерых в байкерском баре в Калифорнии (США), а затем сам был застрелен полицией[135].
- 25 августа
  - Оригинальный эскиз английского книжного иллюстратора Эрнеста Шепарда к детской повести Алана Милна «Винни-Пух» найден в подвале букиниста в Великобритании[136].
  - Директор Британского Музея Хартвиг Фишер[англ.] уходит в отставку из-за скандала с пропажей около 2 тысяч предметов[137][138].
  - Нигерский кризис: пришедшие к власти в Нигере военные потребовали, чтобы посол Франции Сильвен Итте покинул страну в течение 48 часов[139]. Также хунта разрешила соседним Буркина-Фасо и Мали осуществлять военное вмешательство в страну «в случае агрессии», ранее в этих государствах тоже произошли военные перевороты[140].
  - Дональд Трамп, бывший президент США, прошёл процедуры по оформлению в тюрьме штата Джорджия и был освобождён под залог[141].
  - Власти Тайваня сообщили о возобновлении военной активности Китая вокруг острова[142].
  - Пивоваренный концерн Heineken продал активы в России за 1 евро без права обратного выкупа[143].
  - США продлили соглашение 1979 года о сотрудничестве с Китаем в области науки и технологий ещё на шесть месяцев[144].
  - Объявлена полная эвакуация населения города Хей-Ривер (Северо-Западные территории, Канада) из-за приближающихся лесных пожаров. Население города составляет около 4 тыс. человек[145].
  - Спорт
    - В Японии, Индонезии и на Филиппинах начался чемпионат мира по баскетболу 2023. В турнире выступают 32 сборные, финал будет сыгран 10 сентября в Маниле[146].
- 26 августа
  - По меньшей мере 7 человек пострадали в результате стрельбы во время парада, посвящённого карибской культуре, в Бостоне[147].
- 27 августа
  - В Австралии во время учений разбился американский конвертоплан V-22 Osprey; из 23 человек на борту трое погибли, остальные получили травмы[148].
  - Индийский луноход «Прагьян» провёл измерение температуры лунного грунта во время лунного дня на глубинах до 10 см, он оказался горячее, чем ожидали учёные[149].
- 28 августа
  - В Варшаве из аэропорта эвакуировали 400 человек из-за гранаты в багаже пассажира; проверка багажа была начата после того, как в ручной клади у него обнаружили четыре патрона[150].
  - Пуск ракеты-носителя H-IIA с первым японским посадочным модулем SLIM для исследования Луны отложен в связи с неблагоприятными погодными условиями, о переносе запуска было объявлено за 20 минут до старта[151].
  - В столице Индонезии Джакарте запущена надземная железная дорога. Сеть беспилотного легкорельсового транспорта общей протяжённостью 41,2 км и стоимостью 2,13 млрд долларов связала центр Джакарты с пригородами[152].
  - Терри Гоу, основатель компании Foxconn, заявил о намерении баллотироваться на выборах президента Тайваня, которые пройдут в январе 2024 года[153].
- 29 августа
  - Физики коллаборации FASER и SND@LHC впервые наблюдали нейтрино на Большом адронном коллайдере, результаты исследований опубликованы в журнале Physical Review Letters[154].
  - Эвакуация объявлена в четырёх округах центральных районов американского штата Флорида из-за приближения урагана «Идалия»[155].
  - Toyota приостановила работу всех своих 14 заводов в Японии из-за компьютерного сбоя в системе заказа комплектующих. Из более 10 млн автомобилей, которые компания производит в год треть собирается в Японии[156].
- 30 августа
  - В Габоне произошёл военный переворот. Сразу после того, как избирательная комиссия объявила о переизбрании Ондимбы Бонго на третий президентский срок, военные захватили власть а стране. Это восьмой военный переворот в странах центральной и западной Африки с 2020 года. Габон является крупной нефтедобывающей страной и входит в ОПЕК[157].
  - При разгоне демонстрации против ООН в городе Гома на крайнем востоке Конго погибли 48 человек[158].
- 31 августа
  - В Швеции в течение одной ночи произошли 4 взрыва в жилых домах; полиция страны пока не сообщила об их причине[159].
  - В результате пожара в многоэтажном здании в Йоханнесбурге (ЮАР) погибли 77 человек[160].
  - Орбитальный зонд LRO сфотографировал место падения «Луны-25», на снимках был обнаружен кратер диаметром около десяти метров, который расположен на крутом юго-западном склоне 42-километрового кратера-спутника Понтекулан G[161].
  - Министр обороны Великобритании Бен Уоллес подал в отставку[162].